# Jean Barrès
Pas d'image ? Cliquez ici

a Compétitions nationales et continentales officielles uniquement.

Jean Barrès, né le 24 mai 1907 à Villeneuve-sur-Lot et mort le 1er mars 2000 dans la même ville, est un joueur de rugby à XV et de rugby à XIII dans les années 1920 et 1930.
Il évolue de 1922 à 1934 au rugby à XV au sein du CA Villeneuvois remportant notamment le championnat du Périgord Agenais en 1931, 1932 et 1933 au côté de Max Rousié. En 1934, il change de code de rugby et signe au SA Villeneuvois prenant part à la naissance du rugby à XIII en France. Il remporte avec ce dernier le Championnat de France 1935 et la  Coupe de France 1937.
Il s'engage activement dans la Résistance française durant la Seconde Guerre mondiale au sein de la France au combat et des Forces françaises de l'intérieur comme agent, capitaine et adjoint au chef du Bataillon Georges puis reste près de la mémoire de cette période en étant vice-président national de l'Association nationale des anciens combattants et ami(e)s de la Résistance après la guerre. Il conserve également des fonctions dans le rugby à XIII au sein du club du SA Villeneuvois mais également au sein de la Fédération française de rugby à XIII accompagnant l'équipe de France lors de leur tournée mémorable de 1951.

## Palmarès

### En rugby à XV
- Collectif : 
  - Vainqueur du Championnat du Périgord-Agenais : 1931, 1932 et 1933  (CA Villeneuvois).

### En rugby à XIII
- Collectif : 
  - Vainqueur du Championnat de France : 1935 (SA Villeneuvois).
  - Vainqueur de la Coupe de France : 1937 (SA Villeneuvois).
  - Finaliste de la Coupe de France : 1936 (SA Villeneuvois).